# Tim Bernardes
Martim Bernardes Pereira (São Paulo, 18 de junho de 1991), mais conhecido como Tim Bernardes, é um cantor, produtor e compositor brasileiro. Como integrante, compositor e vocalista da banda O Terno, lançou quatro álbuns, além de dois em carreira solo e de participações em trabalhos de diversos artistas. Tim Bernardes é um nome consolidado na música indie e na nova música popular brasileira (produções musicais feitas a partir do século XVIII). Seu álbum Recomeçar foi indicado ao Grammy Latino de 2018, ficou em segundo lugar entre os Os Melhores Álbuns de 2017 pela revista Rolling Stone, e em oitavo dentre os Dez Álbuns Fundamentais da Década pela revista O Globo em 2010. Tim Bernardes já se apresentou ao lado de artistas como Arnaldo Antunes, Nando Reis, Tom Zé, Jards Macalé, Tulipa Ruiz, Karina Buhr, Mallu Magalhães, Gal Costa, Marcelo Jeneci e Boogarins.

## Biografia
Filho do músico Maurício Pereira, Tim Bernardes já bem novo demonstrava interesse pela música e aos seis anos de idade foi matriculado para fazer aulas de musicalização. Cresceu no meio musical do pai, trabalhando como técnico de apoio e acompanhando gravações em estúdios. Com o incentivo de seus pais, entrou para a faculdade de música. Em 2009, ao lado de seus dois amigos Guilherme D'Almeida no baixo e Victor Chaves na bateria, montaram a banda O Terno. Após cinco anos de estrada a banda resolveu dar uma pausa em 2017. Durante esse hiato, Tim lança seu primeiro trabalho solo Recomeçar, com canções mais íntimas e que não serviam para o repertório de O Terno.
Tanto em suas composições para as letras de O Terno como para seu álbum solo, Tim Bernardes considera o cenário político social brasileiro e conversa com seus ouvintes a respeito dos sentimentos aflorados a partir dos acontecimentos de 2016 a 2019. Suas composições passam pelo sentimento de culpa do fracasso e do sucesso, do pertencer e sobre se sentir solitário. Ou seja, nota-se em seus trabalhos a relação entre o privado e o coletivo, onde o sujeito melancólico é compreendido, mas também há a tentativa de trazer esse sujeito para a ação.

## Carreira
Em 2013, músicas de sua autoria foram gravadas pelo músico Tom Zé, como as canções Papa Perdoa Tom Zé e Zé a Zero.
Já em 2017 o cantor paulista produziu e lançou seu primeiro álbum solo Recomeçar contendo 17 faixas autorais, tendo como referência os Beatles, e os anos 60 e 70 musicais do Brasil.
No ano de 2018 a música Realmente Lindo, de composição própria, foi gravada por Gal Costa no álbum A Pele do Futuro. Contribuições com o refrão e a composição do piano na música Queima Minha Pele, do cantor Baco Exu do Blues, também fazem parte da trajetória do artista.
Em 2019, compôs e gravou em conjunto com o cantor Jards Macalé, o single Buraco da Consolação. Ainda nesse ano gravou a música Sonhei que Tu Estavas Tão Linda, para a trilha sonora da telenovela brasileira Éramos Seis produzida pela TV Globo.
Já em 2021 regravou a canção Baby ao lado de Gal Costa, música composta por Caetano Veloso. Também colaborou na gravação da faixa Gracinha, no album de Manu Gavassi. No segundo semestre do mesmo ano, a sua composição Prudência é lançada no 35° álbum de estúdio de Maria Bethânia, Noturno, que apesar de não ter sido escolhida como single, tornou-se a canção mais popular do disco.
Apresentou-se também ao lado de Ana Frango Elétrico no documentário musical 2022 lançado pela HBO Max, série que celebra o centenário da Semana de Arte Moderna de 1922

## Discografia
| Singles | Singles                                                 | Singles   |
| ------- | ------------------------------------------------------- | --------- |
| Ano     | Canção                                                  | Álbum     |
| 2017    | Tanto Faz                                               | Recomeçar |
| 2017    | Recomeçar                                               | Recomeçar |
| 2017    | As Histórias do Cinema                                  | Recomeçar |
| 2019    | Buraco da Consolação - Jards Macalé e Tim bernades      |           |
| 2019    | Eu sonhei Que Tu Estavas Tão Linda                      |           |
| 2019    | Só Nós Dois                                             |           |
| 2021    | Baby - Gal Costa feat. Tim Bernades                     |           |
| 2021    | Gracinha Manu Gavassi feat. Tim Bernades, Amaro Freitas | GRACINHA  |
|         | Nascer, Viver, Morrer                                   |           |
|         | BB (Garupa de Mota Amarela)                             |           |

| Álbum: Recomeçar        | Álbum: Recomeçar |
| ----------------------- | ---------------- |
| canção                  | duração          |
| Abertura (Recomeçar)    | 2:14             |
| Talvez                  | 3:36             |
| Quis Mudar              | 3:08             |
| Tanto Faz               | 3:16             |
| Ela Não Vai Mais Voltar | 1:29             |
| Pouco a Pouco           | 4:38             |
| Não                     | 3:37             |
| Era o Fim               | 2:57             |
| Ela                     | 3:01             |
| Incalculável            | 3:50             |
| Calma                   | 4:32             |
| As Histórias do Cinema  | 3:06             |
| Recomeçar               | 3:55             |

| Álbum: Mil Coisas Invisíveis | Álbum: Mil Coisas Invisíveis |
| ---------------------------- | ---------------------------- |
| canção                       | duração                      |
| Nascer, Viver, Morrer        | 1:53                         |
| Fases                        | 4:18                         |
| BB (Garupa de Moto Amarela)  | 2:46                         |
| Realmente Lindo              | 3:25                         |
| Meus 26                      | 5:00                         |
| Falta                        | 3:03                         |
| Velha Amiga                  | 4:07                         |
| Olha                         | 4:19                         |
| Esse Ar                      | 3:02                         |
| Última Vez                   | 5:22                         |
| Mistificar                   | 3:07                         |
| A Balada de Tim Bernades     | 6:06                         |
| Beleza Eterna                | 5:29                         |
| Leve                         | 3:51                         |
| Mesmo Se Você Não Vê         | 2:21                         |

## Prêmios e indicações
| Ano  | Premiação                             | Categoria                                                       | Trabalho Indicado | Resultado |
| ---- | ------------------------------------- | --------------------------------------------------------------- | ----------------- | --------- |
| 2018 | Grammy Latino                         | Melhor Álbum de Rock ou Música Alternativa em Língua Portuguesa | Recomeçar         | Indicado  |
| 2018 | Prêmio da música Brasileira           | Categoria Revelação Petrobrás                                   | Recomeçar         | Indicado  |
| 2018 | Prêmio Multishow de Música Brasileira | Melhor Disco                                                    | Recomeçar         | Indicado  |
| 2023 | Prêmio da música Brasileira           | Projeto Audiovisual                                             | Mistificar        | Indicado  |